# آندریا آریگینی
آندریا آریگینی (انگلیسی: Andrea Arrighini؛ زادهٔ ۶ ژوئن ۱۹۹۰) بازیکن فوتبال اهل ایتالیا است.
از باشگاه‌هایی که در آن بازی کرده‌است می‌توان به باشگاه فوتبال آولینو، باشگاه فوتبال آ. ث. لومتزانه، باشگاه فوتبال کوزنتسا کالچو، و باشگاه فوتبال پیزا اشاره کرد.